# Lloyd's Agency Network
Lloyd's Agency Network is een organisatie te Londen met een wereldwijd netwerk van vertegenwoordigers in de scheepvaart. Het bedrijf is een afdeling van Lloyd's verzekeringsmarkt. De vertegenwoordigers (agenten) kunnen in hun lokale (haven)plaats het verzekeringsbedrijf (of de scheepseigenaar) vertegenwoordigen. 

## Het bedrijf
De eerste agenten werden benoemd in 1811, en hun taak was vooral scheepsbewegingen en schades te rapporteren aan Londen, zodat de verzekeringsmarkt Lloyd's of London betrouwbare informatie had. Hoewel dit nog steeds een taak is (de agenten zijn vooral in havens gestationeerd), zijn er taken bijgekomen als het inspecteren van lading, 
Er zijn wereldwijd 350 Lloyd's Agents. Er zijn 325 Lloyd's Sub-Agents. 
Circa 200 Agents mogen ook, namens verzekeraars, verzekeringsclaims afdoen die via Lloyd's of London zijn afgesloten. 
De Agents worden vaak ingeschakeld door verzekeraars van Lloyd's of London verzekeringen. Gewoonlijk is een vaste polisvoorwaarde dat een klant bij schade direct de lokale Lloyd's Agent moet inlichten. Deze zal dan ter plekke de schade kunnen inspecteren. Op deze momenten is de Agent dus ingehuurd door een partij van Lloyd's verzekering, maar werkt de Agent niet voor Lloyd's verzekeringsmarkt zelf. 
In België en Nederland zijn Agents gevestigd te Antwerpen en Rotterdam, beide zijn kantoren van hetzelfde bedrijf.

## Berging

### LOF: No cure - no pay
Naast het opnemen en beoordelen van verzekeringsclaims aan schade en verlies, is de Agency betrokken bij berging van gestrande schepen. Het standaard formulier bij bergingsopdrachten dat gebruikt wordt, heet Lloyd's Standard Form of Salvage Agreement, of Lloyd's Open Form, het LOF. Dit formulier wordt wereldwijd gebruikt als standaardcontract tussen bergers en eigenaren ('open' betekent hier 'niet ingevuld'). Het contract is ontwikkeld sinds 1880 en laatst gewijzigd op 1 september 2000. De standaard is: No cure - no pay, zoals in de  titel staat.
Jaarlijks worden circa 100 à 120 LOF-contracten aangegaan. Het uitkeringspercentage ligt in de orde van grootte 75 - 87%.

### De uitzondering (SCOPIC-clausule)
De regel No Cure - No Pay (die vetgedrukt staat bovenaan het LOF) kent een uitzondering: de "Special Compensation P & I Club" (SCOPIC) clause. Hiermee kan de berger een hoger tarief krijgen dan de geredde waarde, zodat extreme investeringen en kosten terugverdiend kunnen worden. Hierdoor wordt voorkomen dat de berger extra vroeg stopt met de reddingspoging, omdat hij zijn kansen op voordelig werk te laag schat. Met een hoger uitbetalingbedrag is zijn risico gunstiger. Wanneer een milieuramp zou dreigen is het voor het milieu (maar niet voor de berger) gunstiger extra moeite te doen.